# Рудолф фон Потендорф
Рудолф фон Потендорф (на немски: Rudolf von Pottendorf; † сл. 1475) е господар на Потендорф, Файщриц и Кирхберг в Щирия в Ерцхерцогство Австрия.

## Произход
Той е син на Албрехт фон Потендорф, господар на Потендорф, Файщриц и Кирхберг († сл. 1465), и съпругата му Хелена фон Лихтенщайн-Murau († сл. 1469), сестра на Никлас I фон Лихтенщайн († 1499/1500), дъщеря на Улрих Ото фон Лихтенщайн († 1426/1427) и Барбара фон Пуххайм († 1437).
Родът Потендорф изчезва по мъжка линия през 1488 г., но по женска линия съществува до днес.

## Фамилия
Рудолф фон Потендорф се жени за Анна/Амалай фон Еберсдорф († пр. 1476), вер. дъщеря на Зигизмунд фон Еберсдорф и Анна фон Хазлау. Те имат децата:
- Кунигунда фон Потендорф († ок. 1511), омъжена за Бернхард фон Майнбург († ок. 1511/сл. 1516), син на Ерхард фон Майнбург († 1479) и Петронила фон Вилдунгсмауер. Те имат две дъщери:[2]
  - Йохана фон Майнбург († 1521), омъжена за 1511 г. за Хартман фон Лихтенщайн-Фелдсберг († ок. 1539/1540)
  - Катарина фон Майнбург, омъжена за Лукас, барон Сцекели де Кьовенд († 8 февруари 1575, Фридау)